# Perro subtilipes
Perro subtilipes là một loài nhện trong họ Linyphiidae.
Loài này thuộc chi Perro. Perro subtilipes được Andrei V. Tanasevitch miêu tả năm 1985.